# Mavericks de Dallas
Pour les articles homonymes, voir Mavericks (homonymie).
Maillots
Actualités
Les Mavericks de Dallas (Dallas Mavericks en anglais, « les francs-tireurs de Dallas »), dits les Mavs, sont une franchise de basket-ball basée à Dallas dans l'État du Texas. Ils sont membres de la Division Sud-Ouest de la Conférence Ouest de la NBA. L’équipe joue ses matchs à domicile à l'American Airlines Center, qu’elle partage avec les Stars de Dallas de la Ligue nationale de hockey (LNH).
Tout au long des années 1980, les Mavericks sont une équipe constante en playoffs, dirigée par les stars Rolando Blackman et Mark Aguirre. L’équipe a connu des difficultés au cours des années 1990, entrant dans une période de reconstruction. En 1998, le succès de la franchise change radicalement avec l’acquisition de Dirk Nowitzki, qui deviendra la pierre angulaire de la période la plus victorieuse de l’histoire de la franchise, menant l’équipe à son premier titre NBA en 2011.
En 2015, la franchise est la cinquième plus riche de la NBA avec une valeur financière de 685 millions de dollars selon le magazine Forbes ; elle se trouve actuellement derrière les Knicks de New York, les Lakers de Los Angeles, les Bulls de Chicago et les Celtics de Boston.
En amont de la saison 2017, les Mavericks ont vendu 707 matchs consécutifs à guichets fermés, depuis le 15 décembre 2002, il s'agit d'un record dans l'ensemble des ligues majeures de sports aux États-Unis.
Depuis la saison d'inauguration de la franchise (1980-1981), les Mavs ont remporté quatre titres de division (1987, 2007, 2010, 2021), trois titres de conférence (2006, 2011, 2024) et un titre NBA en 2011.

## Historique de la franchise

### 1979-1983: Une équipe qui apprend
En 1979, un milliardaire, Donald J. Carter (Don Carter), aidé du futur manager général de la franchise Norm Sonju, mettent sur pied un dossier afin de créer une nouvelle équipe NBA dans le Texas. Dallas avait déjà accueilli dans le passé des équipes de basket-ball, mais pour le compte de la défunte ligue ABA. L'équipe se nommait alors les Chaparrals de Dallas. Son existence est brève, puisqu'elle ne joue que durant deux saisons, en 1967-68 puis 1972-73, après l'équipe a déménagé à San Antonio pour devenir les Spurs de San Antonio.

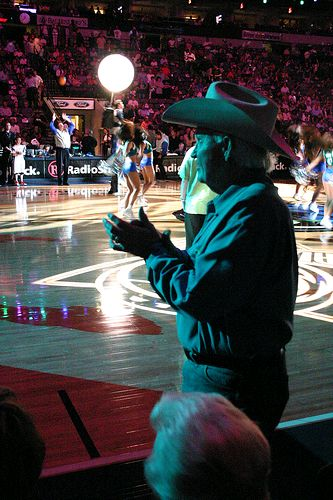
Don Carter, le premier propriétaire de la franchise.

En 1980, après le All-Star Game, les responsables de la NBA, à l'issue d'un vote, acceptent la création d'une nouvelle franchise dans le Texas. Après avoir payé un droit d'entrée de 12 millions de dollars, l'équipe du riche Carter fait ses débuts pour la saison 1980-1981, et évolue dans la Midwest division. Le nom de l'équipe provient de la série télévisée Maverick. Le 10 juin 1980, Dallas sélectionne à la draft, avec son onzième choix Kiki Vandeweghe, qui entre dans l'histoire de la franchise comme étant le premier joueur sélectionné par le club.
Les responsables texans, durant l'expansion draft, qui leur permet de choisir un joueur dans chaque équipe (chaque équipe peut protéger sept joueurs), choisissent de ne pas engager des joueurs d'expérience, voire All-Star, comme Earl Monroe, Rick Barry ou encore Pete Maravich, mais préfèrent miser sur de jeunes joueurs. Sur les 22 joueurs sélectionnés par Dallas, 18 ont moins de trois ans d'expérience. Malgré cela, les Mavericks récupèrent 11 anciens premiers tours de draft, dont Austin Carr des Cavaliers de Cleveland ancien rookie de l'année, mais en fin de carrière à cette époque. L'entraîneur Dick Motta prend les rênes de l'équipe.

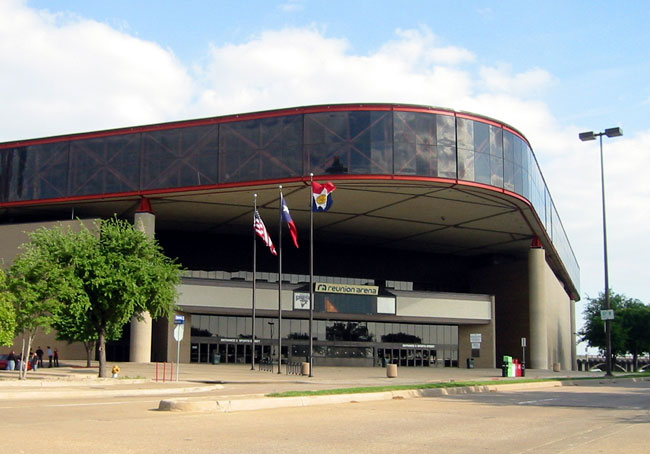
Reunion Arena

Tout ce beau monde est prêt à jouer dans la Reunion Arena, le stade qu'a fait construire Carter, pour environ 27 millions de dollars. Le cinq majeur est peu connu, puisqu'il est composé de Abdul Jeelani, Jerome Whitehead, Tom LaGarde, Geoff Huston et Winford Boynes.

La première saison est délicate, le club finit avec un bilan de 15 victoires et 67 défaites. Le meilleur marqueur de l'équipe Jim Spanarkel n'a inscrit que 14,1 points tandis que Tom LaGarde mène l'équipe aux rebonds avec 8,6 prises par match.
Dallas effectue des échanges judicieux, notamment de joueurs contre des choix de draft, ainsi Vandeweghe, qui ne voulait pas jouer dans l'équipe, est échangé avec un premier tour de draft de 1986 contre deux premiers tours de drafts 1981 et 1984. Ces deux choix de draft permettent de choisir Rolando Blackman en 1981 puis Sam Perkins en 1984.

Lors de la draft de 1981, Dallas choisit des joueurs qui transforment l'équipe sensiblement. Mark Aguirre avec le premier choix, Rolando Blackman avec le neuvième et enfin Jay Vincent avec le vingt-quatrième choix. Les deux premiers hommes participent à la montée en puissance de Dallas : Aguirre en sept saisons passées dans le Texas affiche une moyenne de 24,6 points par match, et son acolyte ailier Blackman affiche lui une moyenne de 19 points en 11 saisons passées aux Mavericks. Jay Vincent, quant à lui affiche une moyenne de 21 points par match en 1981-1982, la meilleure saison de sa carrière.

La saison 1981-1982 est légèrement meilleure avec un bilan de 28 victoires et 54 défaites, mais la mauvaise série de 13 défaites en quinze matches durant le mois de décembre, a ôté tout espoir de playoffs. L'avenir semble néanmoins meilleur pour les Mavericks avec Aguirre, Blackman et Vincent, trois rookies de talent.
La saison 1982-1983 voit les Mavericks manquer de peu au playoffs. Durant toute la saison, ils peuvent prétendre à une place en playoffs, mais une baisse de régime dans la seconde partie de la saison les prive de cet espoir. Les Mavericks avec un bilan de 38 victoires en 82 matches échouent de peu, mais leur trio infernal continue d'enchaîner les bonnes performances. Le 14 juin 1983, contre Denver, Blackman marque 31 points, Aguirre lui réussit un triple-double avec 30 points, 11 rebonds et 16 passes décisives. Plus tard Aguirre inscrit 44 points.

La direction texane persiste dans ses choix judicieux à la draft, et en 1983, sélectionnant le meneur de l'Illinois, Derek Harper, qui durant sa décennie passée à Dallas affiche une moyenne de 15 points et 6 passes décisives par match.

### 1983-1988: L'apprentissage des playoffs
Blackman et Aguirre continuent de mener l'équipe à la marque, alimentés en passes décisives par Brad Davis, qui est classé dixième meilleur passeur de la ligue avec 6,9 réalisations par match. La saison 1983-1984 des Mavericks est historique puisqu'elle correspond à leur première apparition en playoffs, et Mark Aguirre devient le premier Maverick sélectionné au All-Star Game. En 1983, Dale Ellis un futur All-Star, est drafté.
Durant cette saison 1983-1984, le club, avec un bilan de 43 victoires, finit à la cinquième place de la Conférence Ouest, mais échoue en demi-finale de conférence contre les Lakers de Los Angeles, en cinq manches.
La draft 1984, permet la venue du jeune Sam Perkins, un intérieur habile à trois points, qui vient d'être champion universitaire avec l'université de Caroline du Nord. La saison 1984-1985 confirme les progrès du club qui termine avec un bilan de 44 victoires pour 38 défaites, obtenant une quatrième place de la Conférence. Aguirre continue de marquer autant qu'il peut, avec un record offensif de 49 points lors d'une rencontre. Son coéquipier Blackman participe au All-Star Game 1985. Cette fois-ci les Mavs sont battus dès le premier tour par les Portland Blazers.
Les saisons suivantes se ressemblent, les Mavericks sélectionnent à la draft des futurs bon joueurs, comme Detlef Schrempf en 1985, Roy Tarpley un intérieur de l'université du Michigan qui marquera la franchise, en 1986… Et en 1985 obtiennent par un échange la venue de James Donaldson, un pivot futur All-Star.
Dallas réalise de bonne saisons régulières, 44-38 et 55-27 en 1986 et 1987, mais l'aventure en playoffs est courte : durant les playoffs 1986, Dallas est encore sorti en demi-finales de Conférence par les Lakers et en 1987, Seattle bat dès le premier tour les Texans. Dale Ellis qui est transféré aux Sonics contribue à l'élimination de son ancienne équipe, grâce à son adresse à trois points.

### 1987-1988: À une victoire des finales NBA
Dallas dispose d'une équipe forte, Mark Aguirre, Sam Perkins, James Donaldson, Derek Harper et Rolando Blackman ; ainsi qu'un banc de qualité avec Detlef Schrempf, Roy Tarpley et Brad Davis. La saison 1987-1988 est l'apothéose de ce groupe, au niveau personnel, Aguirre continue d'affoler les compteurs avec 25 points par match, lui Donaldson joue le All-Star Game 1988, de plus Roy Tarpley est élu le meilleur sixième homme de la NBA.
Le groupe plus rôdé à la pression des playoffs, connaît le meilleur parcours de son histoire, après avoir sorti Houston puis Denver, les Mavs affrontent en finale de Conférence leur bête noire, les Lakers de Los Angeles. Aguirre et sa bande poussent Magic Johnson et les siens jusqu'à la septième manche. Les Texans échouent au pied des finales NBA, en s'inclinant 102-117 lors du match décisif.

### 1989-1994: Les débuts d'une décennie de disette
La saison 1988-1989, est une saison noire : les Mavs sont privés de playoffs. Roy Tarpley est suspendu toute la saison pour usage de stupéfiant, la star Mark Aguirre est échangé contre Adrian Dantley, talentueux mais dépressif, Schrempf est échangé contre Herb Williams des Pacers de l'Indiana. Le talent de l'Allemand explosera quelques saisons plus tard. À cela s'ajoute en mars la blessure du pivot Donaldson.
La saison suivante 1989-1990, les Mavs retournent en playoffs avec un bilan de 47 victoires. Dallas, malgré les mouvements de joueurs, continue d'être une équipe solide des deux côtés du terrain.
La saison précédente n'est qu'un intermède dans la descente de la franchise. Les choix de draft deviennent moins brillants et les meilleurs éléments partent ou vieillissent et ne sont pas remplacés. Sam Perkins, joueur précieux, alors agent-libre décide de partir vers Los Angeles, à la place arrivent d'anciens All-Stars trentenaires comme Lafayette Lever et Alex English. Tarpley en début de saison est encore suspendu pour usage de drogue, la saison suivante il est encore banni... L'équipe finit avec un bilan de 28 victoires et 54 défaites, malgré la présence des toujours brillants Rolando Blackman et Derek Harper.
La saison 1991-1992 est du même acabit, l'équipe est minée par la suspension de Tarpley et la blessure de Lever, ancien meneur star, qui ne jouera que 35 matchs en 3 saisons à Dallas à cause de son genou. Le bilan est de 22 victoires et 60 défaites.
La saison 1992-1993 est l'une des plus mauvaises de l'histoire de la ligue, l'équipe perd 71 rencontres sur les 82 possibles. Blackman, quatre fois All-Star, meilleur marqueur de l'équipe, est échangé aux Knicks de New York durant l'été 1992 contre des premiers tours de draft. Herb Williams, autre joueur important, libre de tout engagement, part lui aussi durant l'été. Le club porte son quatrième choix de draft sur le talentueux ailier Jim Jackson, mais ce dernier et Carter, toujours propriétaire de l'équipe, n'arrivent pas à se mettre d'accord sur le contrat du rookie, de ce fait il ne peut jouer qu'à partir de la mi-saison. Seul Derek Harper sort du lot, le vétéran tente de tirer son équipe vers le haut, vainement, en marquant 18,2 points par match.

La saison suivante, malgré l'arrivée de Quinn Buckner, un entraîneur talentueux et côté à l'époque, et la présence de deux jeunes prometteurs (Jimmy Jackson et Jamal Mashburn), l'équipe reste dans les profondeurs. Le début de saison est une catastrophe, en janvier le bilan est de trois maigres victoires pour 40 défaites. Le message de Bruckner ne passe pas. Mais l'espoir est de mise, Mashburn domine les rookies dans la catégorie des points marqués avec 19,2 points par match et Jackson est un joueur complet, en témoigne son triple-double réalisé durant la saison.

### 1994-1996: Les trois «J» et les faux espoirs

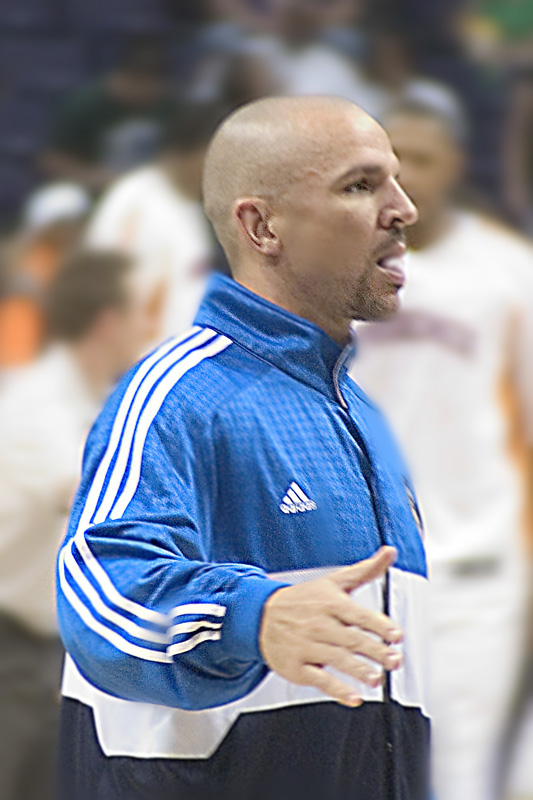
Jason Kidd

Après la catastrophe de la saison précédente, l'entraîneur mythique Dick Motta revient. Les Mavericks obtiennent le second choix de la draft, et s'en servent pour engager le jeune meneur de Californie, Jason Kidd. L'équipe de Dallas semble alors posséder le talent pour redevenir un abonné des playoffs.

Jason Kidd est un meneur prometteur, mais déjà très fort, il finit la saison comme co-rookie de l'année (avec Grant Hill). Ses statistiques sont très complètes, 11,5 points, 5,4 rebonds et 7,7 passes décisives, il réalise quatre triple-doubles cette année, et finit dans les dix meilleurs aux passes décisives et aux interceptions. Il faut ajouter au meneur débutant, les deux autres « J », Jimmy Jackson et Jamal Mashburn, qui marquent plus de vingt-quatre points tous deux. Ces scoreurs sont aidés par Popeye Jones, dixième rebondeur de la ligue avec dix prises et Roy Tarpley de retour qui apporte 12,6 points et 8,2 rebonds par match. Tout ce beau monde finit avec 36 victoires et 46 défaites.
La saison 1995-1996, ne confirme pas les progrès, 26 victoires et 56 défaites. Cette contre-performance est due à plusieurs événements :
Mashburn talentueux ailier ne joue que les dix-huit premiers matchs, avant d'être écarté des terrains pour cause de blessure au genou.
Les deux autres prodiges, Kidd et Jackson ne s'entendent plus, pour des raisons personnelles et cela se ressent sur le terrain. Cela n'empêche pas Kidd, d'être le premier Maverick à être titulaire au NBA All-Star Game 1996.
L'absence de vétérans fait aussi terriblement défaut.
L'absence d'une menace intérieure et d'un joueur de talent dans la raquette, oblige l'équipe à tirer à trois points sans arrêt. L'équipe finit d'ailleurs première dans le classement des trois points marqués, avec notamment George McCloud.
L'ancien entraîneur-adjoint des Bulls de Chicago, Jim Cleammons, prend en main l'équipe à l'issue de la saison.
La saison 1996-1997 est un tournant, même si les résultats de l'équipe sont toujours médiocres, avec 24 victoires et 58 défaites.
Les trois J ont beau avoir des statistiques personnelles excellentes, enchaîner les paniers et les passes décisives, les résultats collectifs ne semblent pas suivre. La direction décide de mettre fin à l'expérience. Dès décembre, Jason Kidd est envoyé en compagnie de joueurs de compléments aux Suns de Phoenix en échange de Michael Finley et Sam Cassell entre autres. Plus tard en février, Mashburn est envoyé à Miami contre trois joueurs de complément dont Kurt Thomas. Le dernier « J », Jackson part au cours d'un des plus gros transferts de l'histoire de la Ligue en termes de joueurs inclus dans l'échange. Cinq Mavericks dont Jackson, Cassell et Chris Gatling qui a disputé pourtant le All-Star Game cette saison, sont échangés contre quatre joueurs des Nets du New Jersey.
Durant cette saison, Cleammons, dont l'échec est évident, est remplacé par Don Nelson. Nelson, qui est plusieurs fois élu entraîneur de l'année avec les Bucks de Milwaukee puis les Warriors de Golden State, mais qui a aussi dirigé la sélection américaine durant les mondiaux de 1994. Toutefois, Don Nelson est un entraîneur contesté. Sa brouille avec Chris Webber et son départ des Warriors semblent avoir expédié les Californiens dans les bas-fonds. Sa dernière expérience chez les Knicks s'est mal terminée, et Don Nelson passe pour un entraîneur vieillissant et conservateur. Son arrivée en cours de saison correspond à une frénésie d'échanges, tant et si bien que seuls deux joueurs font l'intégralité de la saison.

### 1996-1999: Les lents résultats de Nelson

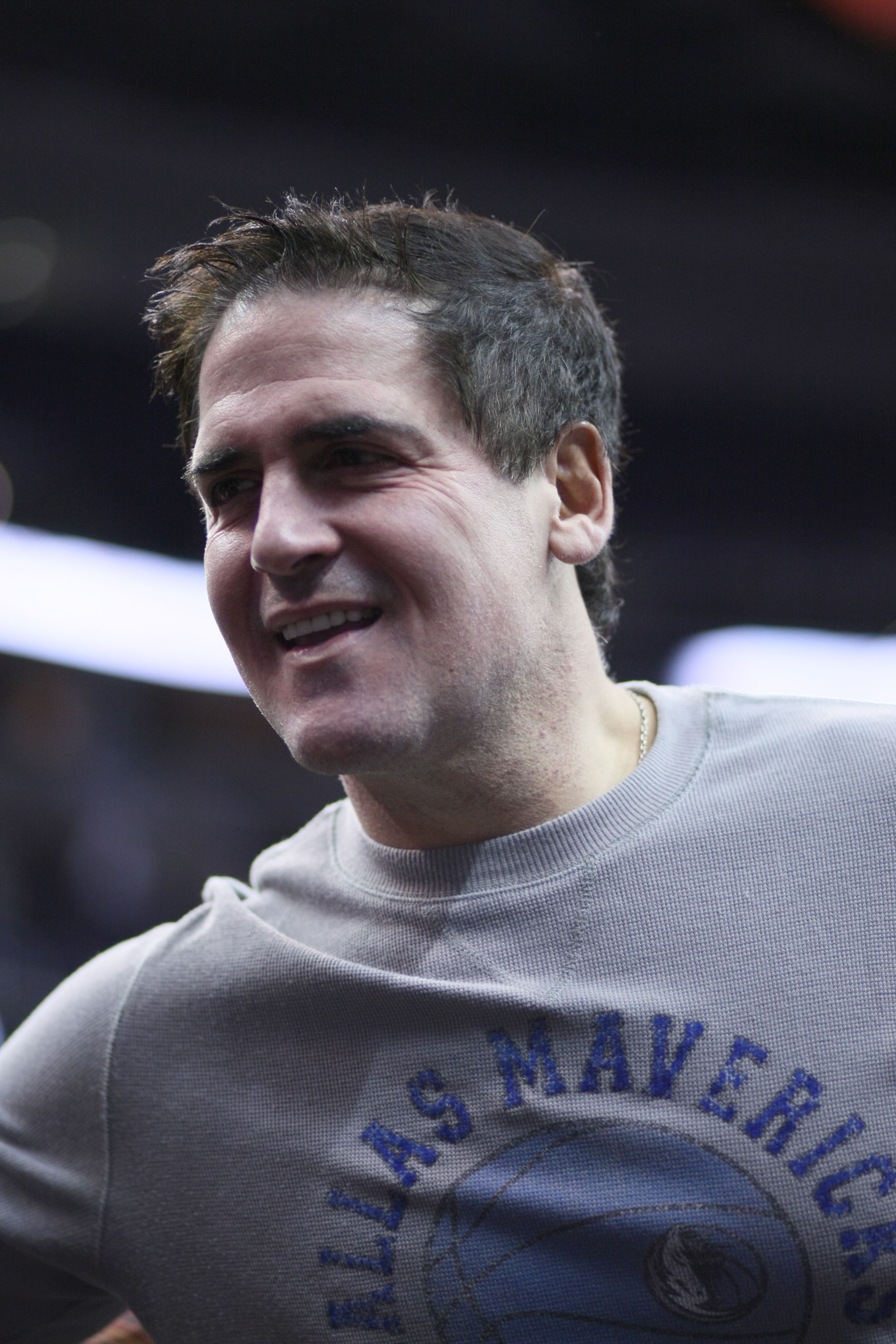
Mark Cuban, propriétaire des Mavs.

La saison 1997-1998 n'est guère glorieuse avec 20 victoires et 62 défaites. Michael Finley s'affirme comme le leader de l'équipe avec 21 points et 4,9 passes décisives par match.

L'équipe est complétée avec Robert Pack, Kurt Thomas, Shawn Bradley, Samaki Walker, Cedric Ceballos et A.C. Green.

La saison 1998-1999 écourtée par cause de lock-out, n'est toujours pas synonyme de playoffs pour Dallas. L'équipe affiche un bilan de 19 victoires et 31 défaites, mais la fin de saison est prometteuse avec 15 victoires sur les 25 dernières rencontres. Finley continue de s'affirmer dans l'équipe avec plus de 20 points par match, aidé de l'intérieur Gary Trent qui lui réalise sa meilleure saison. C'est durant cette saison qu'apparaît l'intérieur allemand Dirk Nowitzki. À l'origine drafté par les Bucks de Milwaukee, Nelson obtient sa venue, en l'échangeant contre son rookie sélectionné, Robert Traylor, un imposant pivot.
La saison suivante est prometteuse, avec 40 victoires pour la première fois depuis dix ans, et offre une bonne fin de saison en remportant 30 matchs et n'en perdant que 18. Michael Finley multiplie les exploits, il est l'un des quatre joueurs NBA à marquer plus de 20 points, prendre cinq rebonds et réaliser cinq passes décisives par match. Il réalise, cette saison, quatre triple-doubles. Nowitzki seconde bien Finley avec 17,5 points et 6,5 rebonds de moyenne. Les Mavericks finissent 9e de la Conférence Ouest et premiers non-qualifiés pour les playoffs. En 1999-2000, le club est racheté par le millionnaire Mark Cuban

### 2000-2005: De nouveau les playoffs
La saison 2000-2001 voit la fin de dix ans de disette : le bilan final de 53 victoires pour 29 défaites offre une place en playoffs pour la première fois depuis la saison 1989-1990. Durant la saison, Don Nelson doit suivre un traitement pour le cancer de la prostate, il laisse la place pendant son absence à un groupe inexpérimenté d'assistants, menés par son fils Donnie. À la fin de la saison régulière, Dirk Nowitzki devient le premier Maverick à être nommé en All-NBA third team.

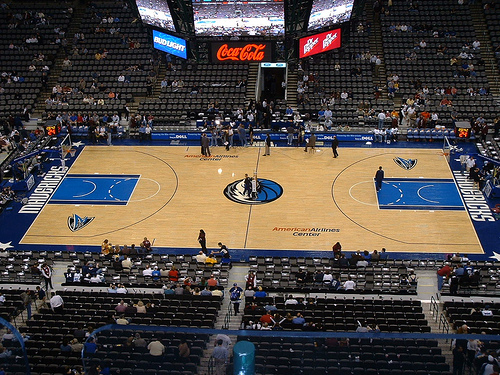
l'intérieur de l'American Airlines Center, salle des mavericks depuis 2001.

Durant les playoffs, l'inexpérience des Mavericks leur coûte les deux premiers matchs du premier tour face au Jazz de l'Utah, mais Dallas crée la surprise en remportant les trois manches suivantes pour se qualifier au tour suivant. Ils sont éliminés en cinq manches par leurs voisins des Spurs de San Antonio.
La saison suivante est dans la continuité : à la lutte pour le titre de la Division MidWest pendant toute la saison, les Mavericks remportent 57 victoires, soit une de moins que leur record en saison régulière. Mais cela est insuffisant en playoffs : après avoir balayé les Timberwolves du Minnesota au premier tour, Dallas est à son tour éliminé par les Kings de Sacramento en six manches lors du tour suivant.

Logo alternatif des années 2000

L'arrivée de Cuban qui investit des sommes considérables dans les salaires de joueurs, installe les Mavericks parmi les prétendants en titre. Pour preuve la saison 2002-2003 auréolée d'un bilan de 60 victoires et 22 défaites, la meilleure saison de leur histoire. Le trident offensif, composé du Canadien, meneur génial, Steve Nash, de l'arrière à tout faire Michael Finley et de l'allemand Dirk Nowitzki, est un des meilleurs trios de la ligue. Mais là encore l'équipe n'atteint pas le titre, battus par les Spurs en finale de conférence, après avoir perdu Dirk Nowitzki en cours de série. Ils réalisent tout de même un singulier record lors du premier match de cette finale, gagné à San Antonio, en rentrant 49 lancers francs consécutifs, après le lancer initial manqué par Eduardo Najera pour terminer le match à 49/50 aux lancers !
Pour la saison 2003-2004, voyant que le « Big Three » ne peut pas atteindre seul le titre, ni même les finales NBA, Mark Cuban décide de renforcer le « Big Three » en acquérant l'ailier Antawn Jamison, doué en attaque et au rebond, et Antoine Walker, la star des Boston Celtics. Ces deux joueurs, fameux pour leurs qualités offensives, manquent néanmoins d'implication en défense, et Walker a de plus la fâcheuse manie de tirer un peu trop au panier.
La sauce de cette équipe composée d'All-Stars en puissance ne prend pas. L'équipe ne gagne que 52 matchs durant cette saison. Elle ne possède pas de pivot digne de ce nom, ce qui oblige parfois Walker et Nowitzki à évoluer à ce poste. Les deux nouvelles recrues, Jamison et Walker, n'ont pas eu l'impact espéré. Les playoffs se terminent dès le premier tour face aux Kings de Sacramento. Jamison est certes élu sixième homme de l'année, mais ce statut de remplaçant ne le satisfait pas. Il est finalement échangé pendant l'été aux Wizards de Washington contre l'arrière Jerry Stackhouse (qu'on comparait à ses débuts à Michael Jordan). Antoine Walker est également transféré aux Hawks d'Atlanta contre le meneur Jason Terry. Mais l'événement de cet été 2004 est le départ du meneur Steve Nash. Alors agent libre, il décide de retourner dans le club de ses débuts, Phoenix.
Pour la saison 2004-2005, Don Nelson tente de composer un cinq équilibré, avec un vrai pivot. Il fait venir Erick Dampier. Le joueur, qui vient de réaliser la meilleure saison de sa carrière avec Golden State est apporté pour combler les lacunes au rebond et pour épauler Dirk Nowitzki dans la raquette.
Dallas réalise un meilleur exercice, et termine quatrième de la Conférence Ouest. Avant la fin de la saison régulière, Don Nelson abandonne son poste d'entraîneur à son assistant Avery Johnson. Il affirme que les joueurs sont maintenant plus obéissants envers Johnson.

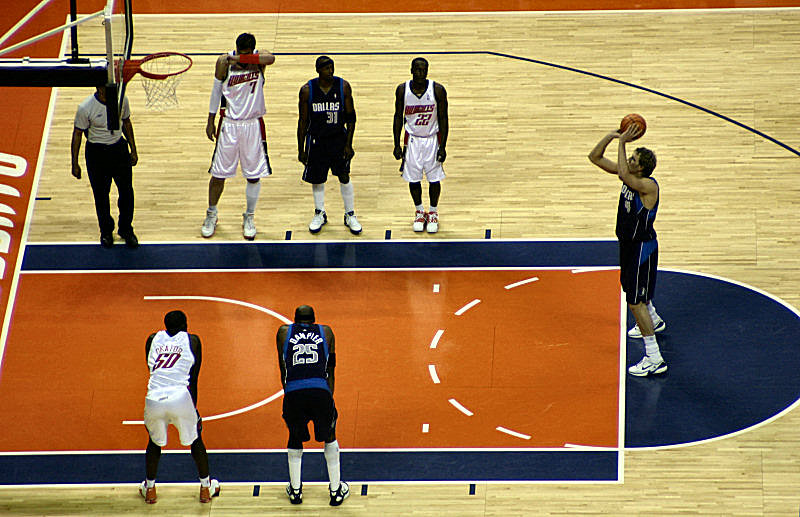
Dirk Nowitzki aux lancers francs en 2005

L'aventure en playoffs aurait pu s'achever dès le premier tour, sans un sursaut d'orgueil de Dallas. Défaits lors des deux premiers matchs à domicile, les Mavs renversent la tendance en battant deux fois les Rockets, chez eux à Houston, et finissent par l'emporter. Au tour suivant, les Dallas affrontent les Suns de Phoenix, où évolue Steve Nash. Le Canadien a transformé le club de l'Arizona : les Suns réalisent la meilleure progression sur une saison de l'histoire de la NBA, et Nash est nommé MVP (meilleur joueur de l'année). Les Mavericks sont finalement battus au bout de 6 manches, impuissants face aux performances offensives (plusieurs pointes à 40 points) de Nash et Stoudemire.
En 2005-2006 l'équipe finit à la troisième place de la ligue en égalant leur record de 60 victoires pour 22 défaites, toujours sous la houlette d'Avery Johnson et avec un Nowitzki montrant des capacités exceptionnelles, il est d'ailleurs nommé dans la All-NBA First Team. Après avoir écrasé 4-0 les Grizzlies, les Mavericks battent les Spurs, la première équipe de la Conférence ouest, au cours d'une série très disputée de 7 matchs qui se finira avec un bilan de 4-3 pour Dallas. Le joueur allemand est d'ailleurs décisif, réalisant une action à trois points dans les dernières secondes du match décisif, pour arracher une prolongation, finalement remportée par les Mavs. Ils se retrouvent en finale de conférence face aux Suns de Phoenix et se qualifient pour la première finale de l'histoire de la franchise en battant les Suns 4-2. Dirk Nowitzki est alors sur un nuage, réalisant deux matchs à plus de 40 points sur la série, notamment lors du 6e match décisif.
En finale, face au Heat de Miami, l'équipe prend un départ canon et, profitant de l'avantage du terrain, mène 2-0 avant de se déplacer en Floride. Malgré des matchs aux scores très serrés, les Mavericks ne parviennent pas à remporter cette précieuse troisième victoire et subissent la loi de Miami porté par un grand Dwyane Wade (MVP de cette finale avec 36,6 points de moyenne). Ils s'inclinent 4-2 perdant le dernier match dans le Texas.

### Saison 2006-2007: Un nouveau traumatisme

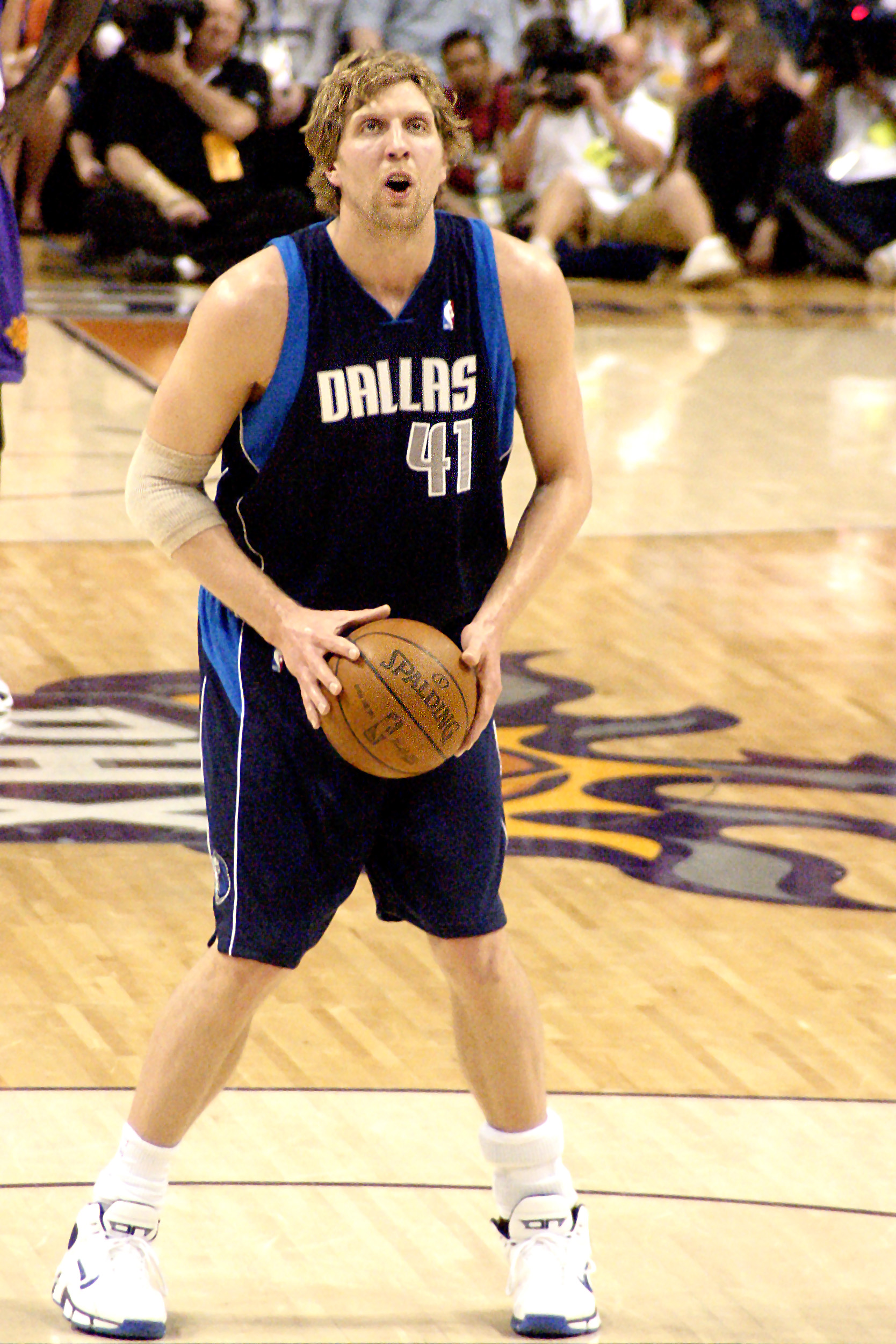
Dirk Nowitzki aux lancers francs

En 2006-2007, les Mavericks de Dallas terminent premier (67 victoires-15 défaites) de la conférence ouest et de toute la ligue. Entre le 13 décembre et le 30 mars, les Mavs ne perdent que 4 rencontres, pour 47 victoires. Mais les finalistes NBA 2006 sont éliminés dès le premier tour des playoffs par les Warriors de Golden State 4 défaites pour 2 victoires. Dirk Nowitzki, sans doute un peu traumatisé par son échec en finale NBA déçoit (19,7 points et 11,3 rebonds mais surtout 38 % aux tirs et 21 % à trois points), n'étant jamais décisif dans les moments majeurs (8 points à 2/13 dont 0/6 à trois points au 6e match) ; l'absence de vrai pivot n'a pas été compensée non plus par des arrières loin de leurs performances de l'hiver. La présence de Don Nelson, ancien mentor de Nowitzki et d'Avery Johnson, sur le banc des Warriors n'est sans doute pas étrangère à cette défaite, son ancien élève Avery Johnson
L'élimination de la tête de série dès le premier tour n’était jusqu’alors arrivée qu’à Seattle (1994) et Miami (1999), qui plus est à une époque où le premier tour n'était disputé qu'au meilleur des cinq matches.

### 2008-2011: À la conquête du titre

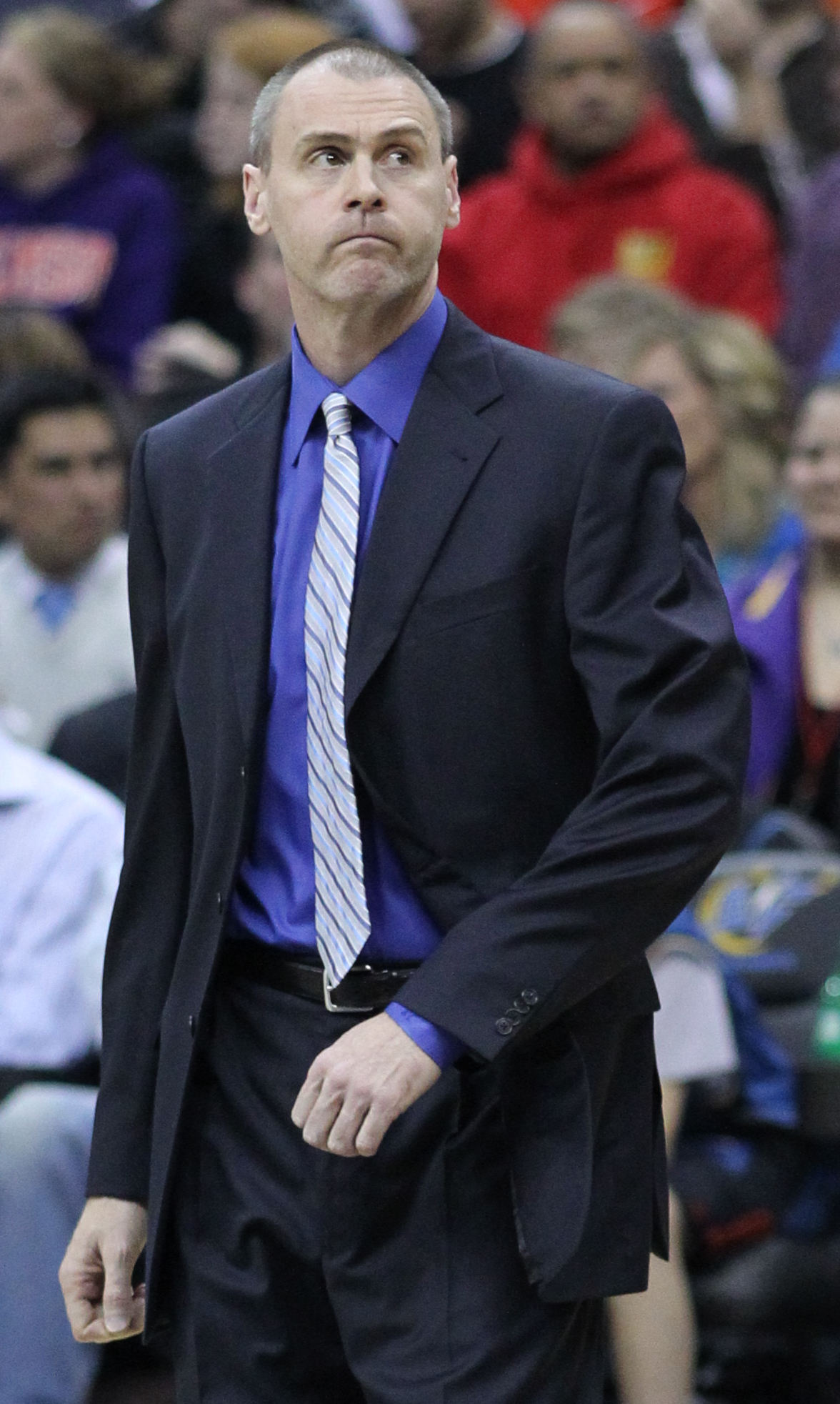
Rick Carlisle, entraîneur des Mavs.

Après plusieurs désillusions d'affilée en play-offs, Mark Cuban commence une refonte de l'effectif. Ainsi finit l'ère Avery Johnson, remplacé par Rick Carlisle.
De 2008 à 2010 l'équipe est totalement modifiée mais toujours articulée autour de sa superstar Dirk Nowitzki : Devin Harris, Josh Howard et Erick Dampier quittent le club, tandis qu'arrivent Jason Kidd, Caron Butler, Tyson Chandler, Shawn Marion, José Juan Barea et les jeunes Français Rodrigue Beaubois et Ian Mahinmi.
Lors de la saison 2008-2009, les Mavericks font partie des favoris pour le titre, Mais ils déçoivent, seulement 6e de la conférence Ouest avec un bilan de 50 victoires pour 32 défaites, ils sont ensuite éliminés dès le 2e tour des play-offs par les Nuggets de Denver.
La saison 2009-2010 est plus prolifique, Dallas termine second de la conférence Ouest, avec un bilan de 55 victoires et 27 défaites. Malheureusement, en play-offs, ils sont à nouveau très vite éliminés, cette fois-ci par les Spurs de San Antonio sur le score de 4-2.
La saison suivante, la première arrivée est celle du meneur Dominique Jones, acheté 3 millions de dollars aux Grizzlies de Memphis. D'autre part, Dirk Nowitzki prolonge son contrat de quatre ans pour 80 millions de dollars, Brendan Haywood de six ans pour 55 millions de dollars et Ian Mahinmi de deux ans pour 850 000 de dollars. Erick Dampier part au Miami Heat ; Matt Carroll et Eduardo Najera s'en vont à Charlotte en échange des deux pivots Tyson Chandler et Alexis Ajinca.
La saison 2010-2011 démarre fort pour les Mavericks, qui, au 27 décembre 2010, comptabilisent 24 victoires et 5 défaites. Mais quelques blessures vont perturber l'équipe, celle notamment de la star du club Dirk Nowitzki pour quelques matchs, suivi par Caron Butler qui lui se blesse pour le reste de la saison.
Durant l'absence de Dirk Nowitzki, les efforts des joueurs le remplaçant ne suffisent pas, Rick Carlisle ne peut que constater les dégâts. Le retour du MVP 2007 fait grand bien à l'équipe qui reste longtemps deuxième de la conférence Ouest, avant de voir les Los Angeles Lakers les dépasser en fin de saison régulière.
Au milieu de saison, changement dans l'effectif : le pivot français Alexis Ajinça est échangé contre l'ailier des Raptors de Toronto, Predrag Stojaković. L'échange s'avère payant puisque le Serbe réalise par la suite de très bonnes performances, tandis que le besoin d'un autre ailier après la blessure de Caron Butler se faisait ressentir. L'ailier Corey Brewer arrive également depuis les Timberwolves du Minnesota.
Dallas termine finalement à la troisième place de la Conférence Ouest et à la deuxième place de la division Sud-Ouest avec un bilan de 57 victoires et 25 défaites.
Les Mavericks réussissent de très bons play-offs, ils écartent d'abord Portland (4-2) puis écrasent les Lakers de Los Angeles (4-0) et se défont d'Oklahoma City (4-1) pour arriver en finale contre le Heat de Miami. C'est donc un « remake » de la finale de 2006 où les Floridiens s'étaient imposés et dont seuls Dirk Nowitzki et le sixième homme Jason Terry sont les rescapés chez les Mavericks. Au cours de ces playoffs, on note quelques performances exceptionnelles comme celle de l'intérieur allemand qui marque 48 points au match 1 de la finale de conférence et quelques révélations comme celle du meneur ou arrière portoricain José Juan Barea, qui devient titulaire dans les dernières rencontres de la finale et un des acteurs importants de l'équipe. Finalement, Dallas sort vainqueur de ce duel et prend ainsi sa revanche par rapport aux play-offs 2006 en remportant le titre sur le score de 4-2 et qui plus est, en Floride. Par ailleurs, le capitaine Dirk Nowitzki est récompensé avec le titre de MVP de la finale. Le géant allemand remporte également son premier trophée Larry O'Brien, trophée donné au champion NBA, après treize ans passés à Dallas.

### 2011-2013: L'après titre et difficultés

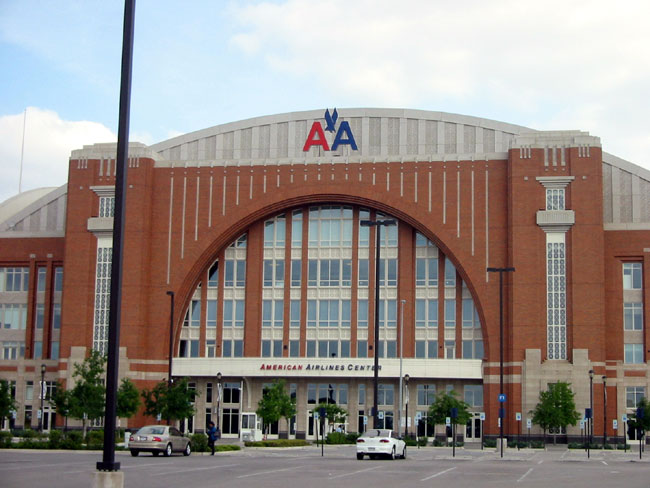
American Airlines Center

La saison 2011-2012 est raccourcie à 66 matchs en raison d’un lock-out, ce qui signifie que les Mavericks doivent attendre le jour de Noël pour accrocher leur première bannière de champion NBA. Pendant l'intersaison, le propriétaire Mark Cuban décide de maintenir la flexibilité financière des Mavs en laissant partir Tyson Chandler, DeShawn Stevenson, J. J. Barea et Caron Butler. Chandler signe avec les Knicks de New York, Stevenson rejoint les Nets du New Jersey, Barea rejoint les Timberwolves du Minnesota et Butler rejoint les Clippers de Los Angeles. Pendant ce temps, ils acquièrent Lamar Odom via un échange avec les Lakers, tout en signant des joueurs vétérans Vince Carter et Delonte West.
Les choses ne s'améliorent pas pour Dallas après le début de la saison à 0-3, perdant contre le Thunder d'Oklahoma City le 29 décembre. Les Mavericks remportent 13 des 18 matchs en janvier, mais affichent un bilan de 22-22 pour le reste des matchs de la saison, terminant finalement à la 7e place avec 36 victoires pour 30 défaites, leur plus mauvais bilan depuis la saison 2007-2008. Nowitzki marque 21,6 points, prend 6 rebonds et rentre 45,7 % de ses tirs, son plus bas résultat depuis la saison 2000-2001. Pendant ce temps, Odom s'avère être un mauvais ajustement pour les Mavericks et il est relégué sur le banc pour les deux derniers mois de la saison.
Dans une revanche de l’année précédente, les Mavericks affrontent le Thunder d'Oklahoma City au premier tour des playoffs 2012. Les matchs 1 et 2 sont perdus. De retour à Dallas pour le match 3, les Mavericks sont battus 95 à 79 pour prendre un retard de 0 à 3. Dans le match 4, les Mavericks mènent pendant une bonne partie de la deuxième mi-temps, mais le quatrième quart-temps à 15 points de James Harden permet au Thunder de l'emporter 103-97 et élimine les Mavericks de la course au titre. C'est la première fois que Dallas balayé dans une série de sept matchs, et ils deviennent le troisième champion en titre à être balayé au premier tour après le Heat de 2007 et les Warriors de Philadelphie de 1957.
Pendant l'intersaison 2012, les Mavericks perdent Jason Kidd et Jason Terry au profit des Knicks de New York et des Celtics de Boston. Les Mavericks acquièrent Darren Collison et signent O. J. Mayo, ainsi que les anciens All-Stars Chris Kaman et Elton Brand.
La saison 2012-2013 est difficile pour les Mavericks, car Nowitzki se remet d’une opération du genou et manque 29 matchs. En outre, Collison est inexpérimenté au poste de meneur, menant les Mavericks à signer le vétéran Derek Fisher pour neuf matchs, avant de se positionner sur Mike James. Mayo est le meilleur scoreur de l’équipe pendant les deux premiers mois de la saison avant que le retour de Nowitzki ne voit sa moyenne baisser. Kaman et Brand sont également victimes de blessures. Les Mavericks ont un bilan de 23-29 à la pause du All-Star Week-End, avant de faire une poussée tardive pour obtenir une place en playoffs. Les Mavericks manquent toutefois les playoffs pour la première fois depuis 2000.

### 2013-2016: Retour en playoffs
Durant l'intersaison 2013, les Mavericks choisissent de ne pas re-signer les joueurs comme Collison, Brand et Kaman. Mayo a alors refusé d’exercer son option de joueur, et plus tard signé avec les Bucks de Milwaukee. Les Mavericks signent José Calderón et Monta Ellis. Ils signent également le vétéran Samuel Dalembert.
Les Mavericks terminent la saison avec un bilan de 49-33, une victoire devant Phoenix pour la huitième et dernière place qualificative en playoffs, ce qui signifiait qu’ils auraient une fois de plus à faire face à leurs rivaux dans l’État, les Spurs de San Antonio, qui sont à la tête de la Conférence Ouest avec un bilan de 62-20. Dans le match 1 à San Antonio, Dallas avait une avance de 81-71 au quatrième quart-temps, mais les Spurs remportent le match 1, 85-90. Cependant, les Mavs forcent 22 pertes de balles dans le match 2 pour déjouer les Spurs 113-92. Dans le match 3, un buzzer-beater de Vince Carter donne la victoire aux Mavs, les plaçant à 2-1 dans la série. Les Spurs gagnent le match 4 à Dallas 93-89 malgré un retour tardif de Dallas et plus tard remportent le match 5 à domicile, 109-103, leur donnant une avance de 3-2 dans la série. Les Mavs évitent l’élimination dans le match 6 à domicile en remontant dans le quatrième quart-temps, remportant le match 111-113. Le match 7 a eu lieu sur le terrain des Spurs, et les Spurs battent les Mavericks 119-96, mettant fin à la saison des Mavericks.
Pendant l'intersaison 2014, les Mavericks effectuent plusieurs mouvements, dont le premier est de récupérer Tyson Chandler et Raymond Felton des Knicks de New York, envoyant Calderón, Dalembert, Shane Larkin et Wayne Ellington. Nowitzki a également accepter de signer un contrat moins élevé, re-signant pour trois ans et 25 millions de dollars, ce qui a aidé Dallas à signer l’agent libre, Chandler Parsons, des Rockets de Houston à un contrat de trois ans à 46 millions de dollars. Devin Harris est renouvelé pour quatre ans et 16 millions de dollars. Dallas fait venir Richard Jefferson, Al-Farouq Aminu, Jameer Nelson et Greg Smith pour renforcer la profondeur du banc. Le sixième homme des Mavs, Vince Carter, part pour les Grizzlies de Memphis.
Le 13 novembre 2014, les Mavericks enregistrent leur plus large victoire de tous les temps avec une victoire de 123-70 sur les 76ers de Philadelphie. Le 18 décembre 2014, les Mavericks envoient Jae Crowder, Jameer Nelson, Brandan Wright, des tours de draft aux Celtics de Boston pour récupérer Rajon Rondo et Dwight Powell.
Le 28 avril 2015, les Mavericks sont éliminés du premier tour par leurs rivaux dans l’État, les Rockets de Houston, dans une défaite 4-1. Après avoir perdu 3-0 dans un match 3 en prolongation, les Mavericks réussissent à en gagner un sur leur terrain avant de perdre à Houston dans le match décisif, 103-94. Les Mavericks sont classés 7e pour atteindre les playoffs et terminent la saison à 50-32.
L'intersaison 2015 des Mavericks est marquée par la saga DeAndre Jordan, qui initialement avait donné son accord pour signer un contrat avec la franchise texane. Mais il reste aux Clippers de Los Angeles à la suite d'une réunion de dernière minute avec ses coéquipiers de l'époque, le forçant à rester au sein de la franchise californienne.
Lors de la saison 2015-2016, la franchise termine à la 6e place de la conférence mais sont de nouveau éliminés au premier tour des playoffs, cette fois-ci par le Thunder d'Oklahoma City dans une défaite 4-1. Après avoir réussi à gagner un match à OKC et à égaliser la série 1-1, les Mavericks perdent trois matchs de suite pour perdre la série.

### 2016-2019: Années sans playoffs, débuts de Dončić et retraite de Nowitzki
Les Mavericks ne participent pas aux playoffs de la saison 2016-2017, malgré les efforts de leurs nouveaux venus, Seth Curry, Harrison Barnes, Nerlens Noel et Yogi Ferrell. Ils commencent la saison avec un bilan de 3-15 sur leurs 18 premiers matchs, et terminent avec un bilan de 33-49 malgré leur lutte pour un bilan positif, atteignant même un bilan de 28-36 en cours de saison. C’était la deuxième fois en 17 ans qu’ils manquent les séries éliminatoires, l’autre étant la saison 2012-2013.
Les Mavericks reçoivent le neuvième choix pour la draft NBA 2017 et l’utilisent pour sélectionner le meneur Dennis Smith Jr. Ils commencent mal la saison 2017-2018 avec un bilan de 3-15, comme l’année précédente et terminent avec un bilan de 24-58 malgré une solide saison rookie de Smith Jr., qui obtient en moyenne 15,2 points, 3,8 rebonds et 5,2 passes décisives en 69 matchs. Il s’agissait de la pire saison de l’équipe depuis la saison 1997-1998, où elle a terminé à 20-62 et avait drafté Dirk Nowitzki par la suite.
Lors de la draft 2018, Dallas a échangé son tour de draft avec les Hawks d'Atlanta pour récupérer Luka Dončić, sélectionné en 3e place. L’entraîneur, Rick Carlisle, a décrit Dončić comme "un gars que nous pensons être un élément de base de la franchise". Le 6 juillet 2018, DeAndre Jordan a officiellement signé un contrat d’un an avec la franchise, en référence à la saga qui avait animé l'intersaison 2015.
Durant la saison 2018-2019, le 31 janvier 2019, les Mavericks envoient Dennis Smith Jr., DeAndre Jordan, Wesley Matthews, et deux futurs tours de draft vont aux Knicks de New York en échange de Kristaps Porziņģis, Tim Hardaway Jr., Courtney Lee et Trey Burke. Porziņģis n'avait pas terminé la convalescence de sa blessure mais serait opérationnel pour la saison suivante, afin d'accompagner Dončić dans son ascension. Les Mavericks terminent la saison avec un bilan de 33-49 et ratent à nouveau les playoffs malgré le succès de Dončić au titre de rookie de l'année. Nowitzki a annoncé sa retraite à la fin de la saison lors de son dernier match à domicile. Il avait néanmoins reçu des ovations et des hommages tout au long de la saison, même s'il n'avait pas annoncé officiellement son départ de la ligue,.

### 2019-2025: L'ère Luka Dončić
À la fin du premier quart de la saison, les Mavericks commencent avec un bilan de 15-6 lors de leurs 21 premiers matchs. Luka Dončić obtient une moyenne en triple-double en inscrivant 30 points, menant les Mavericks en points, rebonds et passes décisives. De plus, il entre dans la course au titre de MVP, il mène les Mavericks qui deviennent la meilleure attaque de la ligue. Le 12 décembre 2019, les Mavericks gagnent contre les Pistons de Détroit à Mexico, dans le cadre d'un match de la NBA pour se développer à l’échelle internationale. Au cours de ce match, Luka Dončić a cumulé 41 points, 12 rebonds et 11 passes décisives, devenant ainsi le premier joueur de l’histoire de la NBA à enregistrer plusieurs triples-doubles de 40 points avant l’âge de 21 ans. Dončić est sélectionné en tant que titulaire pour le All-Star Game 2020, récompensant sa saison statistique impressionnante et son impact au sein de la franchise. L'équipe termine à la 7e place de la conférence à l'issue de la saison régulière et affronte les Clippers de Los Angeles au premier tour des playoffs. La franchise s'incline 4-2, malgré un retour à 2-2 dans la série, à la suite d'un buzzer beater de Dončić à trois points, pour égaliser dans la série.
Au début de la saison 2020-2021, les Mavericks jouent le "Christmas Game" contre les Lakers de Los Angeles, s'inclinant pour la seconde fois de la saison. Il s'agit du premier "Christmas Game" disputé par les Mavericks depuis 2011 (contre le Heat de Miami). Au 3e match de saison régulière, les Mavericks sont opposés aux Clippers de Los Angeles, sans Kawhi Leonard entre autres. Alors que beaucoup s'attendent à un match serré, les Mavericks, sous l'impulsion d'un très bon Dončić et Josh Richardson, vont compter 50 points d'avance à la mi-temps, 77-27, constituant alors un record dans l'histoire de la NBA. Le score final se porte à 124-73, les 51 points d'écart de ce match se plaçant comme la deuxième plus grosse victoire de la part des joueurs texans.
Le 7 mai 2021, ils remportent leur quatrième titre de division en gagnant face aux Cavaliers de Cleveland 110 à 90.
Lors des playoffs 2021, les Mavericks sont à nouveau opposés aux Clippers de Los Angeles au premier tour. Les Texans gagnent les matchs 1 et 2 au Staples Center avant de perdre deux fois consécutivement à l'American Airlines Center. Ils réussissent à prendre à nouveau l'avantage dans la série, 3-2, en gagnant encore un match en Californie. Mais les Californiens remportent encore un match à Dallas, ce qui fait de cette série la seule de l'histoire où les six premiers matches sont toujours remportés par l'équipe à l'extérieur. Lors du Game 7 et malgré un Luka Dončić record avec 46 points, 7 rebonds et 14 passes décisives (seul joueur de l'histoire a compiler 45 points et 14 passes lors d'un match de playoffs, plus jeune joueur a marquer au moins 40 points dans un Game 7), les Mavericks s'inclinent, 111-126.
Lors des playoffs 2022, les Mavs atteignent la finale de Conférence. Ils sont éliminés par les Warriors de Golden State (4-1).
La saison 2022-2023 est un échec. Les Mavs recrutent Kyrie Irving en février 2023. Sur les 27 matches joués après l'arrivée d'Irving, les Mavs en perdent 18 et échouent à se qualifier pour les playoffs. Sans espoir de se qualifier pour les playoffs et souhaitant limiter leur nombre de victoires pour récupérer un choix de draft, les Mavs mettent leurs stars au repos. La NBA inflige une amende de 750 000 $ aux Mavs pour ce choix,,.
Lors de la saison 2023-2024, contre le Thunder d'Oklahoma City, les Mavericks réalisent dans le quatrième quart-temps un "run" de 30-0 sur pratiquement sept minutes, faisant passer le score de 111-87 à 111-117. Les Mavs réalisent ainsi le plus gros run (nombre de points consécutifs d'une même équipe sans que l'adversaire n'en marque) de l'histoire de la franchise ainsi que de l'histoire de la NBA. Cependant, les Texans s'inclinent 126 à 120, ne marquant que trois points lors des 4 minutes et 18 secondes restantes.
En décembre 2023, la NBA autorise la vente d'une part majoritaire des Mavs (73 %) de Mark Cuban à Las Vegas Sands, un groupe de casino lié à la famille Adelson. Le montant de la vente est estimé à 3,5 milliards de dollars. Cuban conserve 27 % des parts et il est prévu qu'il conserve la gestion opérationnelle des Mavs,.
Le 2 février 2025, Dallas transfère contre toute attente Luka Dončić aux Lakers de Los Angeles en échange d'Anthony Davis, sans qu'aucun des deux joueurs ne soient au courant. Le même jour, Dončić envoie sur ses réseaux un message d'au revoir aux fans des Dallas Mavericks, appuyant notamment le fait qu'il voulait finir sa carrière à Dallas,.

## Rivalités

### Heat de Miami
La rivalité Mavericks-Heat a pris forme au moment où les deux équipes se sont affrontées en finale de la NBA à deux reprises. Leur premier tête à tête remonte aux finales NBA de 2006, après que les deux équipes aient remporté leur premier titre de conférence respectifs. Les Mavericks, menés par un très bon Dirk Nowitzki, sont venus à bout de la saison avec un bilan remarquable (60-22) et un bon groupe de joueurs alors que le Heat de Miami termine l'exercice 2005-2006 avec une fiche respectable 52-30 à l'aide de ses superstars Shaquille O'Neal et Dwyane Wade. Les médias voient déjà Dallas remporter et décrocher une première bague de champion. Tout commence bien pour les Mavs qui s'imposent lors des deux premiers matchs. Toutefois, les choses se compliquent pour les Texans à partir du match 3 et le Heat finit par enchaîner les victoires. Miami remporte ainsi le premier titre NBA de son histoire.
Les deux équipes connaissent un succès considérable au cours des saisons suivantes et apparaissent tous les ans en Playoffs. Miami rencontre une nouvelle fois Dallas lors des finales NBA de 2011. À l'inverse de leur dernière confrontation à ce stade de la compétition, Miami est favori avec la présence du MVP LeBron James et du All-Star Chris Bosh au sein de son effectif. Dallas arrive en Playoffs avec un bilan de 57 victoires pour 25 défaites alors que le Heat est venu à bout de la saison avec un 58-24. Miami remporte le premier match 92-84, mais le "Big Three" du Heat (James-Bosh-Wade) n'arrive pas à lutter contre le collectif très complet des Texans et un Dirk Nowitzki inarrêtable. Lors des cinq matchs qui suivent, Miami essuie quatre défaites permettant aux Mavs de remporter le fameux titre NBA.

### Spurs de San Antonio
La rivalité Mavericks-Spurs est relativement nouvelle mais féroce. Il compte deux équipes aux racines de Dallas : les Spurs ont commencé leur histoire dans l’ABA sous le nom de Chaparrals de Dallas et n’ont déménagé à San Antonio qu’en 1973. Le 11 octobre 1980, les Mavs ont fait leurs débuts en NBA en battant les Spurs 103-92. Les équipes se sont rencontrées à de nombreuses reprises dans les playoffs, les Spurs battant les Mavericks en 2001, 2003, 2010 et 2014, tandis que les Mavericks ont défait les Spurs en 2006 et 2009. Les Spurs ont remporté cinq titres NBA et six titres de conférence, tandis que les Mavericks ont remporté un titre NBA et deux titres de conférence. Les Spurs ont remporté 15 titres de division, tandis que les Mavericks ont gagné 3. Ceci est connu comme la "I-35 rivalry" parce que les deux villes se trouvent sur l’Interstate 35.
Les deux équipes se sont rencontrées en playoffs 2001 et les Spurs ont remporté la série en cinq matchs. Les Spurs avaient remporté leur premier titre NBA deux ans auparavant. Les Mavericks, dirigés par un trio composé de Steve Nash, Michael Finley et Dirk Nowitzki, venaient de vaincre le Jazz de l'Utah, même si elle n’avait pas l’avantage du terrain et commençaient à se fondre dans un rôle de prétendant au titre.
Les deux équipes se sont à nouveau rencontrées en 2003 lors de la finale de conférence. Les Spurs et les Mavericks ont tous deux remporté 60 victoires cette saison et ont atteint la finale de la finale de conférence après avoir battu les Lakers de Los Angeles et les Kings de Sacramento, respectivement. Malgré la meilleure saison de leur histoire, les Mavericks sont tombés en six matchs face aux Spurs.
La rivalité a pris un nouveau sens en 2005 quand, vers la fin de la saison régulière, Don Nelson a démissionné en tant qu’entraîneur des Mavericks, apparemment satisfait de l’état de l’équipe, et a donné les rênes à l’ancien joueur des Spurs (meneur de l’équipe championne en 1999) et ancien entraîneur assistant des Mavericks, Avery Johnson. En tant que joueur des Spurs, Johnson avait été entraîné par Gregg Popovich. De plus, au cours de l’intersaison 2005, Michael Finley rejoint les Spurs à la recherche d'un titre.
Lors des playoffs 2006, les deux rivaux se sont à nouveau affrontés. San Antonio a remporté le premier match à domicile, 87-85. Les Mavericks se sont vengés au match suivant, remportant la victoire 113-91. Les Mavericks ont ensuite remporté un match 3 spectaculaire par un seul point, 104-103. Dallas a remporté un match 4 serré, 123-118 en prolongation. Les Spurs ont élevé le niveau de jeu pour éviter l’élimination en gagnant le match 5. Dans les dernières secondes du match, Jason Terry a été vu frapper son ancien coéquipier Michael Finley sous la ceinture, menant à sa suspension pour le match 6. Il manque à son équipe et les Spurs gagnent le match, pour mener la série à un match 7. Dans ce match crucial, avec 2,6 secondes à jouer, Nowitzki converti un panier plus la faute pour forcer la prolongation. Manu Ginóbili, qui a commis la faute sur Dirk, venait de donner à San Antonio une possession d'avance plus tôt. Tim Duncan, qui avait joué les 48 minutes de jeu, était trop fatigué pour mener son équipe en prolongation. Les Mavericks, quant à eux, étaient prêts à prendre le contrôle du match et ont remporté le match 119-111. Les Mavericks sont allés en finale de conférence où ils ont battu les Suns en six matchs, mais ont succombé au Heat de Miami en finales.
Lors des playoffs 2009, les Mavericks et les Spurs se sont encore rencontrés au premier tour. Les Spurs et Mavericks ont gagné chacun un match à San Antonio, mais Dallas a battu les Spurs aux matchs 3 et 4, tous deux à Dallas. Les Mavericks ont ensuite clôturé la série et éliminé les Spurs au AT&T Center de San Antonio.
En 2010, les Mavericks ont affronté les Spurs lors du premier tour. Bien que les Mavericks ont réussi à obtenir la seconde place du classement, ils ont été défaits par les Spurs en six matchs.
Au cours des playoffs 2011, une sorte de renversement de rôle a eu lieu entre les deux rivaux, lorsque les Spurs ont été défaits par le huitième du classement, les Grizzlies de Memphis, la première fois qu’un huitième défait le leader de la conférence depuis la série Mavs-Warriors infâme de 2007. En outre, les Mavericks ont battu le Heat de Miami de LeBron James en finales NBA, comme en 2007 où les Spurs ont battu en finales une équipe menée par James, les Cavaliers de Cleveland.
Les Mavericks ont perdu les 4 matchs dans la saison 2012-2013 contre les Spurs pour la première fois depuis la saison 1998, la saison rookie de Tim Duncan. Dans leur dernier match de la saison, San Antonio s’est échappé avec une victoire de 92-91 sur Dallas quand une tentative de Vince Carter de 3 points a rebondi sur le cercle au buzzer. Avec cette victoire, les Spurs ont obtenu une place en playoffs pour la 16e saison consécutive, actuellement la plus longue série de la NBA. San Antonio a également remporté 50 victoires pour la 14e saison consécutive, la plus longue série de l’histoire de la NBA.
Au cours de la saison 2013-2014, les Spurs ont de nouveau balayé les Mavs en saison régulière, leur donnant neuf victoires consécutives sur leurs confrontations. En outre, une défaite en prolongation aux Grizzlies de Memphis le 16 avril 2014 a fait en sorte que les Mavericks seraient confrontés à nouveau aux Spurs dans les playoffs 2014, où les Mavs seraient le 8e et San Antonio le 1er. Dans le match 1 à San Antonio, Dallas avait une avance de 81-71 au quatrième quart-temps, mais les Spurs se sont ralliés et ont remporté le match 1, 85-90. Cependant, les Mavs ont forcé 22 pertes de balles dans le match 2 pour déjouer les Spurs 113-92. Dans le match 3, un buzzer-beater de Vince Carter a donné la victoire aux Mavs, les plaçant à 2-1 dans la série. Les Spurs ont pris le match 4 à Dallas 93-89 malgré un retour tardif de Dallas et plus tard ont remporté le match 5 à domicile, 109-103, leur donnant une avance de 3-2 dans la série. Les Mavs ont évité l’élimination dans le match 6 à domicile en remontant dans le quatrième quart-temps, remportant le match 111-113. Le match 7 a eu lieu sur le terrain des Spurs, et les Spurs ont battu les Mavericks 119-96, mettant fin à la saison des Mavericks.

### Rockets de Houston
Une nouvelle rivalité interstate de la NBA, à la fois au Texas lié par l'Interstate 45, ainsi que les fans de Dallas et de Houston ayant traditionnellement du mépris pour la ville de l’autre, la rivalité a commencé lorsque les Mavericks ont été la dernière équipe du Texas à rejoindre la NBA. Lors de la saison inaugurale des Mavs en 1980-1981, les Rockets ont remporté les six rencontres, dont une victoire de 116-68. Dans les playoffs, les Mavericks ont défait les Rockets en 1988 et 2005, dont le dernier est en proie à des allégations de truquage de jeu. Les Rockets ont balayé plusieurs séries de la saison régulière avec les Mavericks au cours des années 1990, pendant les années de titres des Rockets. Le 11 avril 1995, les Mavericks ont remporté l’une de leurs plus belles victoires contre le champion en titre de Houston pour 156-147, marquant 23 points en première prolongation. Deux ans plus tard, les Rockets et les Mavericks se sont affrontés dans leur tout premier match de la saison régulière disputé à Mexico et remporté par les Rockets 108-106. Ces dernières années, la rivalité a une fois de plus fleuri avec le propriétaire de Dallas, Mark Cuban et manager général des Rockets, Daryl Morey dans des déclarations les uns contre les autres sur les réseaux sociaux. De plus, Chandler Parsons, a décidé de partir des Rockets pour signer avec les rivaux Mavericks pour 46 millions de dollars, tout en faisant des déclarations négatives sur la ville de Houston au moment de son départ, provoquant une réaction massive parmi les fans des Rockets. Enfin, le joueur de longue date de Mavericks, Jason Terry, qui était un élément clé de l’équipe du titre des Mavs de 2011, rejoint les Rockets pour la saison 2015. Les deux équipes se sont rencontrées au premier tour des playoffs 2015 et les Rockets ont pris le dessus en l'emportant 4-1 dans la série.

### Clippers de Los Angeles
La rivalité la plus récente pour les Mavericks est sans aucun doute celle les opposant aux Clippers. Si sur l'ensemble des matches entre les deux équipes, l'équipe texane remporte facilement la "match-up" (avec 95 victoires pour 67 défaites en saison régulière au 28/05/2021), c'est bien à partir de la saison 2019-2020 et des Playoffs NBA 2020 que cette rivalité prend une autre dimension. D'un côté, les Clippers, équipe avec beaucoup de bons défenseurs sur l'homme (comme Paul George, Kawhi Leonard ou encore Patrick Beverley), de l'autre, les Mavericks, une équipe ultra-offensive menée notamment par Luka Dončić, Tim Hardaway Jr. et Kristaps Porziņģis.
Dès le premier match de la série, les joueurs défensifs font tout pour stopper le jeune meneur slovène, tête pensante de tout le jeu offensif des Mavs. Même si ce dernier perd 11 ballons (record all-time côté Dallas), il inscrit tout de même 42 points et distribue 9 passes dans la défaite au finish (118-110). Les Mavericks prennent le second match avec 13 points d'avance, grâce, d'un côté, à Kristaps Porziņģis bien plus aidant (23 points) que lors du premier match, et de l'autre, Paul George à 4/17 au tir. Sur le troisième match que Luka Dončić se blesse à la cheville et manque quasiment toute la seconde période, match que les Californiens gagnent de 8 petits points.
C'est lors du match 4 que la rivalité semble être plus présente sur le terrain. Avec un Porziņģis blessé pour le reste de la série, Dončić n'est plus que la dernière star sur le terrain côté Mavericks, avec en plus, toujours sa blessure à la cheville. Le Slovène commence à prendre beaucoup plus de coups et s'énerve souvent contre ceux-ci. Il donne la victoire a son équipe en prolongation par un incroyable tir à neuf mètres (133-135) tout en ayant une ligne de statistiques improbable (43 points, 17 rebonds, 13 passes), mais ne peut renverser la série (gagnée 4-2 par les Clippers), le jeune Slovène se faisant "trapper" et prenant des coups peu orthodoxes, notamment de la part de Marcus Morris.
Pour le début de la saison 2020-2021, les Mavericks se rendent au Staples Center pour les affronter. L'équipe texane engrange dès la mi-temps 50 points d'avance (record NBA) et termine la rencontre avec 51 points d'avance (record de franchise). Les Mavericks gagnent même la "season serie" en remportant le troisième face-à-face entre les deux équipes (105-89) mais en ayant perdu le second (99-109).
Mal embarqués à la mi-saison, Dallas réalise une superbe fin de saison et réussit à se hisser à la 5e place de la Conférence Ouest, alors que les Clippers mettent au repos les cadres sur certains derniers matches et glissent à la 4e place de la Conférence, synonyme d'une revanche à prendre en playoffs pour les Texans.
Lors du premier match, les Mavericks sont en mode "revanchards" et surtout probablement excédés que les Clippers les aient sous-estimés au point de les préférer aux Trail Blazers de Portland. Luka Dončić punit les Californiens de toute part, en finissant en triple-double (31-10-11, son troisième en Playoff), bien aidé par Tim Hardaway Jr. avec 21 points à 5/9 à 3 points, ainsi que Dorian Finney-Smith, Kristaps Porziņģis et Jalen Brunson qui marquent 47 points à eux trois pendant qu'en face, le 11/40 à 3 points des Clippers ne les aide pas. Au Game 2, Kawhi Leonard inscrit 41 points (dont 30 en première mi-temps) et Paul George en inscrit 28, mais ce n'est toujours pas assez pour battre les bouillonnants Mavericks, portés encore une fois par Dončić (qui ne se prive pas de "trashtalker" Marcus Morris ou encore Patrick Beverley) avec 39 points, 7 rebonds et 7 passes décisives, et par un Tim Hardaway Jr. record avec 28 points à 6/9 à 3 points, 1 rebonds et 5 passes décisives (record en carrière en playoff en termes de points marqués, trois points marqués et passes décisives), sans oublier Porziņģis avec 20 points ou Maxi Kleber avec 13 points, tout en ne marquant que 13 lancers-francs sur 24 (soit 54,2%). Lors du game 3 et 4, à l'American Airlines Center, un changement de plan de jeu côté Clippers (notamment moins de minutes de Zubac, Patrick Beverley), une maladresse maladive des Mavericks, une défense friable et une adresse insolente de l'autre côté, permit aux Californiens de revenir dans la série en égalisant. Entre le match 3 et 4, Luka Dončić déclare avoir mal au niveau du cou et de l'épaule. Il joue néanmoins le match 4 mais en étant l'ombre de lui même (19 points à 9/24 au tir dont 1/7 à 3 points et 0/5 aux lancers francs, 6 rebonds et 6 passes). Lors du match 5 puis du match 6, les Mavericks puis les Clippers, portés tour à tour par leur star respective, gagnent à l'extérieur. La série, égalisée à 3-3, devient ainsi la seule série de l'histoire du sport américain où l'équipe à l'extérieur gagne à chaque fois.
En 2024, après la victoire des Mavericks contre le Heat le 11 avril, les Clippers et les Mavs sont assurés de se rencontrer lors du premier tour des play-offs, pour la troisième fois en cinq saisons. Il s'agit également de la première série de play-off connue de la saison 2023-2024. Peu avant le début des play-offs, Kawhi Leonard est annoncé "out" pour la fin de saison, indisponibilité qui se prolongera jusqu'au match 1 du premier tour. Les Mavericks s'inclinent 109 à 97, malgré 64 points du duo Luka Dončić - Kyrie Irving. Kawhi Leonard est annoncé apte à jouer malgré sa blessure pour le match 2, mais ce sont les Texans qui cette fois-ci s'imposent dans un match défensif et où les attaques sont maladroites (42% au tir pour Dallas contre 36% pour Los Angeles) sur le score de 96 à 93. Tim Hardaway Jr. se blesse au bout de 5 minutes de jeu et sera absent pour le reste de la série. Les Mavericks, ciblant un Kawhi Leonard très limité physiquement et un Russell Westbrook catastrophique au tir s'adjugent également le match 3 par 11 points d'écart. Lors du game 4, les Los Angeles Clippers ne font pas jouer Kawhi Leonard et, dans le sillage d'un Paul George à 26 points à la mi-temps, vont compter jusque 31 points d'avance sur les hommes à domicile. Mais panier après panier, l'écart se réduit et les Mavericks, sur un panier de Kyrie Irving, passent même en tête 104 à 105. Ils s'inclinent malgré tout au finish 116à 111. Les Texans infligent la plus grosse défaite en play-off de l'histoire des Clippers, et ce, pour leur dernier match à la Crypto.com Arena avant leur déménagement à l'Intuit Dome pour la saison 2024-2025, avec un écart de 30 points (123-93) avec notamment un double-double de Dončić (35 points et 10 passes). Autre fait sur ce match, Jaden Hardy inscrit en 6 minutes 14 points, soit plus que James Harden (7 en 33 minutes) et Russell Westbrook (6 points), et presque autant que Paul George et Ivica Zubac (15 points chacun). Pour la première fois depuis 2011, les Dallas Mavericks ont l'occasion de finir une série de play-off à domicile. Aussi, Kyrie Irving dispute son treizième "close out  game" (match pour terminer une série) avec un bilan de 12-0 sur ce genre de match avant celui-ci. Avec un score de parité à la mi-temps (52-52), les Mavericks mettent les bouchées doubles en attaque comme en défense et dans le sillage de Kyrie Irving (30 points dont 28 en seconde mi-temps), les Texans s'imposent de 13 points et remportent la série 4-2. C'est la première fois que les Mavericks battent les Clippers en play-offs.

## Palmarès
- Champion NBA (1) : 2011.
- Champion de la Conférence Ouest (3) : 2006, 2011 et 2024.
- Champion de la Division Midwest (1) : 1987.
- Champion de la Division Sud-Ouest (4) : 2007, 2010, 2021 et 2024.
- 5 titres de champion de division au total.

## Couleurs et symboles

### Maillots
Depuis que Nike fournit l'ensemble des tenues aux équipes de NBA, en 2017, les maillots « domicile » et « extérieur » ont été remplacés par une collection plus fournie, pouvant servir aussi bien en déplacement qu'à domicile, portant les noms « association », « icon », « statement » et « city », et pour certaines équipes en plus une version « classic » reprenant le design d'anciens maillots. Les équipes qualifiées pour les playoffs 2020 se sont vues dotées d'une tenue supplémentaire, dénommée « earned ».

## Meilleurs marqueurs de l'histoire de la franchise
| Place                                                                                      | Nom du joueur                          | Pays       | Points |
| ------------------------------------------------------------------------------------------ | -------------------------------------- | ---------- | ------ |
| 1er                                                                                        | Dirk Nowitzki 1998 - 2019              | Allemagne  | 31 560 |
| 2e                                                                                         | Rolando Blackman 1981 - 1992           | États-Unis | 16 643 |
| 3e                                                                                         | Mark Aguirre 1981 - 1989               | États-Unis | 13 930 |
| 4e                                                                                         | Derek Harper 1983 - 1994 / 1996 - 1997 | États-Unis | 12 597 |
| 5e                                                                                         | Michael Finley 1996 - 2005             | États-Unis | 12 389 |
| 6e                                                                                         | Luka Dončić 2018 - 2025                | Slovénie   | 12 089 |
| 7e                                                                                         | Jason Terry 2004 - 2012                | États-Unis | 9 953  |
| 8e                                                                                         | Brad Davis 1980 - 1992                 | États-Unis | 7 623  |
| 9e                                                                                         | Sam Perkins 1984 - 1990                | États-Unis | 6 766  |
| 10e                                                                                        | Josh Howard 2003 - 2010                | États-Unis | 6 614  |
| Dernière mise à jour : 3 février 202 En gras : Joueurs évoluant toujours dans la franchise |                                        |            |        |

## Records individuels de la franchise
| Statistique                                                                                 | Nom du joueur  | Nombre                 |
| ------------------------------------------------------------------------------------------- | -------------- | ---------------------- |
| Meilleur marqueur                                                                           | Dirk Nowitzki  | 31 560 points          |
| Meilleure moyenne points/match                                                              | Luka Dončić    | 33.9 points/match      |
| Meilleur passeur                                                                            | Derek Harper   | 5 511 passes décisives |
| Meilleure moyenne passes/match                                                              | Luka Dončić    | 9.8 passes/match       |
| Meilleur rebondeur                                                                          | Dirk Nowitzki  | 11 489 rebonds         |
| Meilleure moyenne rebonds/match                                                             | Tyson Chandler | 10,4 rebonds/match     |
| Meilleur contreur                                                                           | Dirk Nowitzki  | 1 281 contres          |
| Meilleur intercepteur                                                                       | Derek Harper   | 1 551 interceptions    |
| Meilleur pourcentage au tir                                                                 | Tyson Chandler | 66,0 %                 |
| 3 points marqués                                                                            | Dirk Nowitzki  | 1 982 tirs             |
| Meilleur pourcentage à 3 points                                                             | Danté Exum     | 49,1 %                 |
| Lancers-francs marqués                                                                      | Dirk Nowitzki  | 7 240 tirs             |
| Meilleur pourcentage au lancer-franc                                                        | Steve Nash     | 89,8 %                 |
| Matchs joués                                                                                | Dirk Nowitzki  | 1 522 matchs           |
| Dernière mise à jour : 3 février 2025 En gras : Joueurs évoluant toujours dans la franchise |                |                        |

## Basketball Hall of Fame
- Alex English (1990-1991)
- Adrian Dantley (1989-1990)
- Dennis Rodman (2000)
- Don Nelson (entraîneur de 1997 à 2005)
- Dirk Nowitzki (2023)

## Maillots retirés
- 12 - Derek Harper, 1983-1994, 1996-1997
- 15 - Brad Davis, 1980-1992
- 22 - Rolando Blackman, 1981-1992
- 24 - Kobe Bryant, n'a jamais joué pour les Mavericks mais son maillot a été retiré en son honneur à la suite d'un accident d'hélicoptère[45].
- 41 - Dirk Nowitzki, 1998-2019